# Madár Veronika
Madár Veronika (Budapest, 1981. május 5.) magyar színésznő.

## Élete

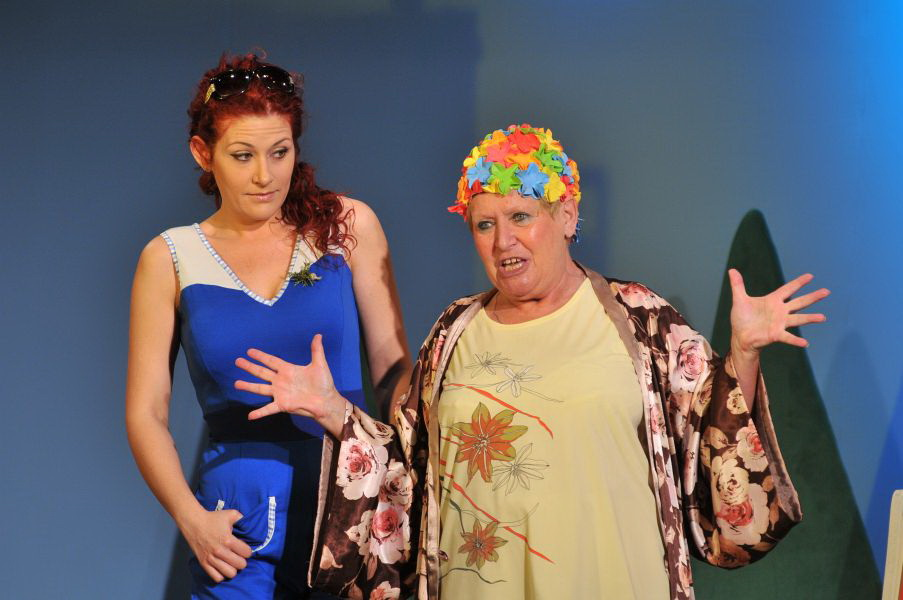
Madár Veronika és Borbáth Ottília Vaszary János Ma éjjel szabad vagyok! című művében

Középiskolai tanulmányait drámatagozaton végezte, a Vörösmarty Mihály Gimnáziumban. Egyetemi diplomáit a Miskolci Egyetemen és a Pázmány Péter Katolikus Egyetem Bölcsészettudományi karán szerezte televízió és film, elektronikus sajtó, kommunikáció szakirányon, illetve német szakon. Számos ifjúsági műsorban feltűnt, ahol énekelt, szavalt, illetve egy történelmi kisfilmben is szerepelt. Elvégezte a Fővárosi Pedagógiai Intézet idegenvezető-hostess szakát is, ahol felsőfokú szakképesítést szerzett. A zenés műfajokat kedveli. Számos önálló zenés estet és koncertet adott. Rádiós műsorvezetőként is debütált, a Dunakanyar FM műsorvezetőjeként több műsorral jelentkezik. A Jóban Rosszban című telenovellában Galambos Gyöngyit alakítja. Egy magyar divatmárka arca évek óta (Mystic Day). Számtalan jótékonysági programban vesz részt, főleg a fogyatékkal élő emberekért és az állatvédelem területén igyekszik segíteni.
2010-ben férjhez ment. Férje, Landor Richard.

## Elismerések
- Pepita-díj (ezüst fokozat) (2014)[3]
- Regionális Prima Díj, 2016 (Magyar színház és filmművészet kategória)

## Film, sorozat, műsorok
- Jóban Rosszban / Galambos Gyöngyi/ (sorozat) (2005-2022)
- Miss Internet Hungary&Cyberspace World háziasszonya és műsorvezetője (2007)
- Cop Mortem magyar film, 2016. /Tiszai Zsuzsa történelem professzor, női főszerep/
- Dunakanyar Fm műsorvezetője (2016-)
- Oltári történetek / Prókai Mária / (sorozat) (2022)

## Színházi szerepei
- Pajzán históriák (2007) /A menyasszony/
- Képzelt riport egy amerikai popfesztiválról (2008) /Juana/
- Ma éjjel szabad vagyok (Éless-Szín, 2013-) /Szegő Márta/
- A nagy ékszerész (Éless-Szín, 2016-) /A menyasszony/
- Bridge/A nagy játszma (Éless-Szín, 2020-2022. ) Klára
- Jó házból való úrilány jelentkezését várom! ( Éless-Szín 2020-2022. ) Ilonka
- Oltári történetek ( TV2, sorozat ) Prókai Mária
- Kossuth három ( 2022- ) Jámbor Margit
- Közjegyző az emeleten ( Moravecz Produkció 2022- ) Átváltozó Művésznő